# 复合包厢座车
复合包厢座车（英語：Composite Corridor，客车代码CK）是英国铁路系统中在一节车厢内同时设有多种座位舱位的包厢铁路客车。英国铁路系统早在童年时期即有在同一节车厢内同时设有多种舱位座位包厢的铁路客车。英国在20世纪50年代铁路客车标准化后新引入的铁路客车，仅“英国铁路1型客车”存在这一类型的铁路客车。英国铁路系统中的“复合包厢座车/守车合造车”为整合了守车功能的复合包厢座车。

## 历史

### 早期非通道式车厢时期
英国早在铁路的童年时期即有为节约成本而在同一节车厢内设有多种舱位包厢的铁路客车，那时的铁路客车仍然是非通道式车厢。在莱昂内尔·托马斯·卡斯沃尔·罗尔特所著的的Red for Danger: A History of Railway Accidents and Railway Safety（中文译名：《红色代表危险：铁路事故和铁路安全史》）一书中提到，1873年8月2日晚上在维冈出事的由加里东铁路运营的那列火车上存在复合包厢座车。 早期的复合包厢座车并没有在内部设置连通同一节车厢内各个包厢的走廊，乘客更无法在各个车厢间走动。后来才在包厢一侧增加了走廊，乘客可在一个车厢内的各个包厢间走动，但不能在同一列车内的各个车厢间走动。

### 通道式车厢引入
英国在引入通道式车厢后，乘客开始可以在不同车厢间走动。之后的“复合包厢座车”大致形成了今天包厢位于车厢一侧、另一侧是走廊、乘客可以在不同车厢间走动的格局。

### 四大英国铁路公司时期
存在于1923年至1947年期间，英国4家著名的大型铁路运输公司——大西部铁路、伦敦米德兰和苏格兰铁路、伦敦和东北部铁路、南部铁路公司均有使用这一类型的铁路客车。

### 英国铁路1型客车
1951年开始投入使用的“英国铁路1型客车”，同时是英国铁路公司主导英国铁路客车标准化后的第一代铁路客车。“英国铁路1型客车”是英国铁路客车标准化后唯一设有“复合包厢座车”的铁路客车，在一节车厢内同时设有一等座包厢和三等座包厢（英国的火车三等座在1956年改称二等座）。其前后及中间共设有6个车门（分别位于车厢两侧，每侧各3个）。中间车门处的门厅同时是同一车厢内两种舱位的分隔处。包厢全部位于车厢一侧，另一侧是走廊。
“英国铁路1型客车”复合包厢座车使用“BR1型”和“联合型”两个型号转向架的版本，构造速度为90英里/小时（约145千米/小时）；使用“B4型”转向架的版本，构造速度为100英里/小时（约160千米/小时）。
“英国铁路1型客车”复合包厢座车的1个一等座包厢内设有6个座椅，座椅结构为一个长椅上安装3个独立的软垫，并设有折叠式扶手，其座椅高度适中，能够为乘客带来更加舒适的体验。
“英国铁路1型客车”复合包厢座车有两个版本，这两个版本一等座包厢相同，二等座包厢不同。初期供英格兰中部、苏格兰、英格兰东部、英格兰东北部地区使用的版本，二等座包厢设有扶手，每个二等座包厢内设有6个座位，每节车厢定员42人（24个包厢一等座座位+18个包厢二等座座位）。初期供英格兰南部、英格兰西部、威尔士及由上述区域进入伦敦的列车使用的版本，二等座包厢没有扶手（类似长椅），每个二等座包厢内设有8个座位，每节车厢定员48人（24个包厢一等座座位+24个包厢二等座座位）。后来这两个版本的“英国铁路1型客车”复合包厢座车开始混用，不再像初期一样按使用区域选择所使用的版本。
“英国铁路1型客车”复合包厢座车和包厢二等座车的总数大于“英国铁路1型客车”包厢一等座车的总数。“英国铁路1型客车”复合包厢座车/守车合造车为整合了守车功能的复合包厢座车，其总产量很少。
“英国铁路1型客车”复合包厢座车现已全部退出日常运营，但仍在观光铁路中使用。
| 长度       | 64英尺6英寸（19.66米） |
| 宽度       | 9英尺3英寸（2.82米） |
| 高度       | 12英尺91⁄2英寸（3.90米） |
| 重量       | 32至37吨 |
| 轨距       | 1435毫米（标准轨） |
| 转向架型号 | BR1型 联合型 B4型 |
| 定员       | 24个包厢一等座座位+18或24个包厢二等座座位                                                                                              |
| 构造速度   | 90英里/小时（约145千米/小时） |
| 构造速度   | 100英里/小时（约160千米/小时） |
| 制造厂商   | 德比铁路车辆工厂 阿什福德铁路工厂 伊斯特利火车工厂 沃尔弗顿铁路工厂 伯明翰鐵路車輛公司 查尔斯·罗伯茨公司 克雷文斯铁路车辆公司 都城嘉慕 |
| 产量       | 1268节 |
| 编号号段   | 15000至16227 |
| 制造时间   | 1952年（一说1951年）—1961年 |
| 服务时间   | 1952年至今 |